# سایمون بلاک
سایمون بلاک (انگلیسی: Simon Block) نمایشنامه‌نویس، فیلم‌نامه‌نویس و تهیه‌کننده فیلم اهل بریتانیا است.
از فیلم‌ها یا مجموعه‌های تلویزیونی که وی در آن‌ها نقش داشته‌است، می‌توان به ترفندهای نو، هتل بابل، پزشک و واسپاری اشاره نمود.